# 1045
| [ Edytuj tabelę ]          |                                                                           |
| Książę Polski              | - 1034 Kazimierz I Odnowiciel 1058                                        |
| Król Angkoru               | - 1010 Surjawarman I 1048                                                 |
| Król Anglii                | - 1042 Edward Wyznawca 1066                                               |
| Król Aragonii i Nawarry    | - 1035 Ramiro I 1063                                                      |
| Hrabia Barcelony           | - 1035 Rajmund Berengar I 1076                                            |
| Książę Bawarii             | - 1042 Henryk VII 1047                                                    |
| Książę Burgundii           | - 1032 Robert I 1076                                                      |
| Cesarz Bizancjum           | - 1042 Konstantyn IX Monomach 1055                                        |
| Cesarz Chin                | - 1022 Song Renzong 1063                                                  |
| Książę Czech               | - 1035 Brzetysław I 1055                                                  |
| Król Danii                 | - 1042 Magnus I Dobry 1047                                                |
| Władca Egiptu              | - 1036 Al-Mustansir 1094                                                  |
| Król Francji               | - 1031 Henryk I 1060                                                      |
| Król Gruzji                | - 1027 Bagrat IV 1072                                                     |
| Hrabia Holandii            | - 1039 Dirk IV 1049                                                       |
| Cesarz Japonii             | - 1036 Go-Suzaku 1045 - 1045 Go-Reizei 1068                               |
| Kalif                      | - 1031 Al-Ka’im 1075                                                      |
| Król Kastylii              | - 1035 Ferdynand I Wielki 1065                                            |
| Wielki książę Kijowa       | - 1019 Jarosław Mądry 1054                                                |
| Patriarcha Konstantynopola | - 1043 Michał I Cerulariusz 1058                                          |
| Władca Korei               | - 1034 Chŏngjong 1046                                                     |
| Król Leónu                 | - 1037 Ferdynand I Wielki 1065                                            |
| Król Norwegii              | - 1035 Magnus I Dobry 1047 - 1045 Harald III Srogi 1066                   |
| Książę Obodrzyców          | - 1043 Gotszalk 1066                                                      |
| Hrabia Palatynatu          | - 1034 Otto I ze Szwabii 1045 - 1045 Henryk I ze Szwabii 1061             |
| Papież                     | - 1032 Benedykt IX 1045 - 1045 Sylwester III 1045 - 1045 Grzegorz VI 1046 |
| Hrabia Portugalii          | - 1028 Mendo III 1050                                                     |
| Książę Saksonii            | - 1011 Bernard II 1059                                                    |
| Król Szkocji               | - 1040 Makbet 1057                                                        |
| Król Szwecji               | - 1022 Anund Jakub 1050                                                   |
| Doża Wenecji               | - 1043 Domenico Contarini 1071                                            |
| Król Węgier                | - 1044 Piotr Orseolo 1046                                                 |

Rok 1045 / MXLV
stulecia: X wiek ~
XI wiek ~
XII wiek

lata: 1035 «
1040 «
1041 «
1042 «
1043 «
1044 «
1045
» 1046
» 1047
» 1048
» 1049
» 1050
» 1055

## Wydarzenia na świecie
- 20 stycznia – Sylwester III został papieżem.
- 10 marca – Benedykt IX, po wypędzeniu Sylwestra III, objął po raz drugi tron papieski.
- 5 maja – Grzegorz VI (Jan Gratian) został wybrany na papieża.

## Urodzili się
- 16 kwietnia – Mieszko, brat Bolesława Śmiałego, Władysława Hermana, Ottona i Świętosławy Swatawy, syn Kazimierza Odnowiciela (zm. 1065)
- 26 września – Nizar Ibn al-Mustansir, fatymidzki pretendent do tronu, przez nizarytów uważany za dziewiętnastego imama (zm. 1095)
- Adelajda Szwabska, opatka klasztorów w Bad Gandersheim od 1061 i w Quedlinburgu od 1063 (zm. 1096)
- Konstancja Burgundzka, królowa Kastylii i Leónu (zm. 1093)
- Małgorzata Szkocka, królowa Szkocji (1070–1093), święta Kościoła rzymskokatolickiego (zm. 1093)

## Zmarli
- 16 stycznia – Aribert, arcybiskup Mediolanu od 1018 roku (ur. ok. 970)
- 25 maja – Otton de Vermandois, hrabia Vermandois w latach 1010–1045 (ur. ok. 985/990)
- 27 maja – Bruno, kanclerz Włoch i biskup Würzburga, święty katolicki (ur. ok. 1005)
- 27 lub 29 czerwca – Emma z Gurk, hrabina, święta katolicka (ur. ok. 980)
- 15 lipca – Mudżahid Jusuf al-Amir, taify Denii od 1010 roku do śmierci
- lipiec – Rainulf Drengot, pierwszy normański hrabia Aversy w latach 1037–1045
- 9 października – Gunter z Dobrowody, niemiecki mnich, święty katolicki (ur. ok. 955)
- Go-Suzaku, 69 cesarz Japonii według tradycyjnego porządku dziedziczenia (ur. 1009)
- Zygfryd z Växjö, biskup Växjö, misjonarz Szwecji, święty Kościoła katolickiego